# 문 (래퍼)
문(moon)은 대한민국에서 활동하고 있는 프랑스의 래퍼다.

## 방송
- 랩:퍼블릭 (2024)

## 음반
- SEOUL CITY DRIFT (2023)
- MOONLIGHT (2023)